# Baudemago
Baudemago (conosciuto con molte varianti tra cui Bagdemagus, Bademagus, Bagdemagu, Bagomedés, Baldemagus, Bandemagus, Bangdemagew, Baudemagus, e in italiano anche Bando di Mago) è un personaggio della leggenda arturiana, solitamente raffigurato come re della terra di Gore o Gorre e Cavaliere della Tavola Rotonda. Originariamente figura nella letteratura come il padre del cavaliere Meleagant, che rapisce la regina Ginevra, in diverse versioni di un episodio che appare in molte fonti. Baudemago appare per la prima volta in Lancillotto o il cavaliere della carretta, romanzo di Chrétien de Troyes del XII secolo, ma il personaggio potrebbe essersi sviluppato dalle precedenti tradizioni gallesi del rapimento di Ginevra, un'evoluzione suggerita dalla rappresentazione ultraterrena del suo regno. È ritratto come un parente e alleato di Re Artù e un re saggio e virtuoso, nonostante le azioni di suo figlio. Nelle versioni post-Vulgata, il suo legame con Meleagant scompare, e Baudemago è uno dei cavalieri che intraprendono la ricerca del Graal.

## Origine
Baudemago appare per la prima volta nelle opere in francese antico della fine del XII secolo, ma l'episodio principale in cui appare, la storia del rapimento di Ginevra, si è sviluppato da tradizioni significativamente più antiche. La Vita di Gildas di Caradoc di Llancarfan dell'inizio del XII secolo include un episodio in cui Ginevra viene rapita e portata sull '"Isola di Vetro" da Melwas, re del "Paese estivo". Questo Melwas è generalmente considerato l'originale di Meleagant, il figlio di Baudemago nelle opere francesi. Alcuni altri testi testimoniano la prima popolarità di questa storia; una versione di esso è allusa nel poema gallese noto come "Il dialogo di Melwas e Gwenhyfar", che sopravvive in due varianti, e un "Meloas", signore dell'Isola di Vetro, è menzionato nell'Erec e Enide di Chrétien de Troyes. Alcuni autori hanno suggerito che Baudemago dovrebbe essere identificato con Baeddan, menzionato come il padre di Maelwys nel romanzo gallese dell'inizio del XII secolo Culhwch e Olwen. Questa identificazione si basa sul suggerimento, proposto da E. K. Chambers, che Maelwys sia un'ortografia alternativa di Melwas. Tuttavia, questa teoria viene respinto da Rachel Bromwich e Simon Evans, tra gli altri, che invece collegano Maelwys con lo storico principe irlandese Máel Umai, figlio di Báetán mac Muirchertaig.